# Corythoxestis
Corythoxestis är ett släkte av fjärilar. Corythoxestis ingår i familjen styltmalar.
Kladogram enligt Catalogue of Life:
| Corythoxestis | \| \| Corythoxestis aletreuta \| \| \| \| \| \| Corythoxestis cyanolampra \| \| \| \| \| \| Corythoxestis pentarcha \| \| \| \| \| \| Corythoxestis praeustella \| \| \| \| \| \| Corythoxestis sunosei \| \| \| \| \| \| Corythoxestis yaeyamensis \| \| \| \| |
|               | \| \| Corythoxestis aletreuta \| \| \| \| \| \| Corythoxestis cyanolampra \| \| \| \| \| \| Corythoxestis pentarcha \| \| \| \| \| \| Corythoxestis praeustella \| \| \| \| \| \| Corythoxestis sunosei \| \| \| \| \| \| Corythoxestis yaeyamensis \| \| \| \| |
|               | Corythoxestis aletreuta |
|               | |
|               | Corythoxestis cyanolampra |
|               | |
|               | Corythoxestis pentarcha |
|               | |
|               | Corythoxestis praeustella |
|               | |
|               | Corythoxestis sunosei |
|               | |
|               | Corythoxestis yaeyamensis |
|               | |